# The Spencer Davis Group
The Spencer Davis Group byla britská rocková kapela ovlivněná blues a R&B, založená v Birminghamu v roce 1963 Spencerem Davisem (kytara), bratry Stevem Winwoodem (zpěv, klávesy, kytara) a Muffem Winwoodem (baskytara) a Petem Yorkem (bicí). Jejich nejznámější písně zahrnují britské hity č. 1 „Keep On Running“ a „Somebody Help Me“ a britské a americké Top 10 hity „Gimme Some Lovin'“ a „I'm a Man“.
Bratři Winwoodové oba odešli v roce 1967 – Steve založil rockovou kapelu Traffic a Muff se přesunul do oblasti A&R a hudební produkce. Po vydání několika dalších singlů a dvou alb se kapela v roce 1969 rozpadla. Davis a York skupinu znovu oživili v letech 1973–1974, což vedlo k vydání dalších dvou alb. V roce 2006 byla skupina obnovena znovu, tentokrát převážně jako koncertní formace, přičemž Davis byl jediným původním členem. Davis zemřel 19. října 2020, čímž byla existence kapely fakticky ukončena.

## Britská alba
- Their 1st LP (Fontana TL 5242) (July 1965) - UK #6
- The 2nd LP (Fontana TL 5295) (January 1966) - UK #3
- Autumn '66 (Fontana TL 5359) (September 1966) - UK #4
- With Their New Face On (United Artists ULP 1192) (1968)
- Funky (Date/One Way) (1997; recorded 1968)[3]

## Americká alba
- I'm a Man (United Artists UAL 3859) (1966)
- Gimme Some Lovin' (United Artists UAL 3578) (1967)
- With Their New Face On (United Artists UAS 6652) (1968)

## Britské singly
- "Dimples" (1964)
- "I Can't Stand It" (Fontana TF 499) (November 1964) - UK #47
- "Every Little Bit Hurts" (Fontana TF 530) (February 1965) - UK #41
- "Strong Love" (Fontana TF571) (June 1965) - UK #44
- "Keep On Running" (Fontana TF 632) (December 1965) - UK #1
- "Somebody Help Me" (Fontana TF 679) (March 1966) - UK #1
- "When I Come Home" (Fontana TF 739) September 1966) - UK #12
- "Gimme Some Lovin'" (Fontana TF 792) (November 1966) - UK #2
- "I'm a Man" (Fontana TF 785) (January 1967) - UK #9
- "Time Seller" (Fontana TF 854) (August 1967) - UK #30
- "Mr Second Class" (United Artists UP 1203) (January 1968) - UK #35
- "After Tea" (1968)